# Sabotage
Sabotage — шостий студійний альбом британського гурту Black Sabbath, представлений 28 липня 1975 року. Платівка досягла 7 позиції у UK Albums Chart та 28 — у Billboard 200. Альбом був записаний у розпал судової тяганини з колишнім менеджером гурту Патріком Мігеном. Стрес, спричинений триваючими юридичними проблемами групи, проник у процес запису, надихнувши назву альбому. Він був спродюсований гітаристом Тоні Айоммі та Майком Батчером.
Займає 32 місце у списку журналу Rolling Stone «100 найкращих метал-альбомів усіх часів»

## Історія створення
До 1974 року Black Sabbath досягли справжньої міжнародної популярності. Альбоми Master of Reality , Vol. 4 та Sabbath Bloody Sabbath потрапили до британського Топ-10 та американського Топ-20. Але після чотирьох років безперервного циклу запис-турне сили групи були закінчені. Бас-гітарист Ґізер Батлер розповідає, що відбувалося:
|  | Ми хотіли зробити перерву після того, як Тоні впав від виснаження під час туру Sabbath Bloody Sabbath. Ми знаходилися в Англії, тільки-но повернувшись з гастролей, коли нам зателефонували з нашого менеджменту і сказали, що ми повинні поїхати і відіграти на California Jam. Ми відповіли „ні“, але, зрештою, нам довелося це зробити. |

Більш того, Black Sabbath все з великою підозрою ставилися до менеджера Патріка Мігена. Оззі Осборн скаржився: «Патрік Міген ніколи не давав прямої відповіді, коли його питали, скільки грошей ми заробили». Батлер висловився більш однозначно:
|  | Ми відчували, що нас грабують. |

Незабаром після повернення з Лос-Анджелеського фестивалю California Jam, на якому гурт виступив перед 300 тис. глядачів, він повідомив про Патріка Мігена про своє рішення розірвати контракт із лейблом Worldwide Artists. Міген не збирався так просто розлучатися з прибутковим ім'ям Black Sabbath. Судові позови забирали надто багато часу та сил, тому гурту знадобився майже рік, щоб завершити запис свого нового альбому Sabotage. Гізер Батлер резюмував настрій групи у той період чотирма словами: «Стурбовані, втомлені, п'яні, обдовбані». Black Sabbath приступили до роботи над альбомом тільки у лютому 1975 року в Morgan Studios (Віллісден, Лондон), на тій самій студії, де вони записували попередній реліз. З самого початку було вирішено, що він значно відрізнятиметься від попедника. Згодом Оззі Осборн нарікав, що саме цей альбом ознаменував початок «студійної манії Айоммі». Sabotage записувався довго і став найдорожчим альбомом гурту. Загалом група провела в Morgan Studios чотири місяці, поділені на тритижневі сесії. Звукорежисером Sabbath Bloody Sabbath був Майк Батчер, і йому було довірено продюсування Sabotage
«Ми могли б продовжувати вдосконалюватися технічно, використовувати оркестри і таке інше, але нам цього не хотілося. Ми придивилися до себе і вирішили зробити рок-альбом. Sabbath Bloody Sabbath рок-альбомом, по суті, не був», — стверджував гітарист Тоні Айоммі. Тим часом, критики відзначали схожість двох альбомів: обидва поєднували в собі важкі речі, засновані на потужних рифах («Hole in the Sky», «Symptom of the Universe») та експериментальні, ускладнені композиції («Supertzar», «Am I Going Insane (Radio)»). Назва останнього треку стала причиною непорозуміння: багато хто вважає його версією, спеціально відредагованою для радіо. Однак інших варіантів цієї пісні немає. Вважається, що слово «радіо» тут слід трактувати як частину виразу «radio-rental», яке на кокні-сленгу є синонімом поняття «mental».  Пісня (мова в якій дійсно йде про божевілля) завершується шаленим сміхом, і таким чином переходить у «The Writ».

## Обкладинка та назва альбому
Візуальним символом «розколу особистості» служить і сюжет обкладинки альбому, на якій учасники гурту сфотографовані перед великим бронзовим дзеркалом із відображеннями, які є по суті їхніми двійниками (вони дивляться в той же бік). Учасники групи постали на фотографії для обкладинки в різних шатах, найбезглуздішим з яких були одяг Білла Ворда та Оззі Осборна. Білл Ворд одягнений у чорну шкіряну куртку та червоні колготки. «У мене були дуже брудні старі джинси, — пояснює він, — тому я позичив колготки у своєї дружини. А щоб прикрити яйця під колготками, я також позичив труси у Оззі, бо своїх у мене не було». Оззі у традиційному японському костюмі виглядав так, що його дражнили «гомік у кімоно».
Альбом створювався в той час, коли гурт перебував у стані війни зі своїм менеджером Патріком Міеном, що й послужило одним із поштовхів до назви альбому «Саботаж». «Один день ми проводили у студії, а наступного — у суді чи на зустрічі з юристами», — розповідає гітарист. Гнів і тривога Тоні Айоммі підживлювали Sabotage. «Моє звучання було трохи жорсткішим, ніж на Sabbath Bloody Sabbath, — пояснював Айоммі. — Гітарний саунд був важчим. Давалося взнаки все те роздратування, яке ми відчували від спілкування з менеджментом і адвокатами». Однак той самий Тоні Айоммі, якого продюсер Майк Батчер схарактеризував як «неофіційного лідера» Black Sabbath, стверджував, що Sabotage був частково реакцією на складний стиль Sabbath Bloody Sabbath, на якому гурт поєднав свій фірмовий хеві-метал з елементами прогресивного року за підтримки клавішника Yes Ріка Вейкмана і навіть оркестру. «Ми могли б ставати дедалі технічнішими, — говорив Айоммі, — використовувати оркестри та інше, але нам хотілося зробити рок-альбом».

## Відгуки критиків
Sabotage вийшов 28 червня 1975 року і досяг 7 місця у Великій Британії and at number 28 in the United States. It was certified Silver (60,000 units sold) in the UK by the BPI on 1 December 1975 та 28 місця у Сполучених Штатах. Він був сертифікований як срібний (60 000 одиниць продано) у Великій Британії BPI 1 грудня 1975 року та золотий у США 16 червня 1997 року, але це був перший реліз гурту, який не отримав платинового статусу в США. Лонгплей отримав переважно позитивні відгуки. Rolling Stone заявили: «Sabotage — це не лише найкращий запис Black Sabbath з часів Paranoid, це може бути їх найкращим альбомом за всю історію». Пізніші відгуки також були схвальні; Грег Прато з AllMusic сказав, що «Sabotage — це останній реліз легендарного First Six Black Sabbath», але зазначив, що «чарівна хімія, яка зробила такі альбоми, як Paranoid і Vol. 4 такими особливими, починає розпадатися». 2017 року Rolling Stone поставив його на 32-е місце в списку «100 найкращих метал-альбомів усіх часів».

## Тур
У 1975 році група здійснила тур по США на підтримку Sabotage, який включав зняту появу для престижної серії «Рок-концерт Дона Кіршнера» в громадській аудиторії Санта-Моніки. Sabbath зіграли «Killing Yourself to Live», «Hole in the Sky», «Snowblind», «War Pigs» і «Paranoid». Згідно з книгою «How Black Was Our Sabbath», «аудиторія була обмежена лише парою тисяч шанувальників, і здавалося, що весь Лос-Анджелес про це дізнався».
Black Sabbath вийшли на гастролі на підтримку альбому (з Kiss на розігріві), але змушені були скасувати концерти, що залишилися в листопаді 1975 року після того, як Оззі потрапив у мотоциклетну аварію і пошкодив спину.

## Список композицій
| Сторона 1 | Сторона 1                                  | Сторона 1  |
| #         | Назва                                      | Тривалість |
| --------- | ------------------------------------------ | ---------- |
| 1.        | «Hole in the Sky»                          | 4:00       |
| 2.        | «Don't Start (Too Late)» (інструментальна) | 0:49       |
| 3.        | «Symptom of the Universe»                  | 6:29       |
| 4.        | «Megalomania»                              | 9:46       |

| Сторона 2 | Сторона 2                              | Сторона 2  |
| #         | Назва                                  | Тривалість |
| --------- | -------------------------------------- | ---------- |
| 5.        | «The Thrill of It All»                 | 5:56       |
| 6.        | «Supertzar» (інструментальна із хором) | 3:44       |
| 7.        | «Am I Going Insane (Radio)»            | 4:17       |
| 8.        | «The Writ»                             | 8:46       |